# Tombola

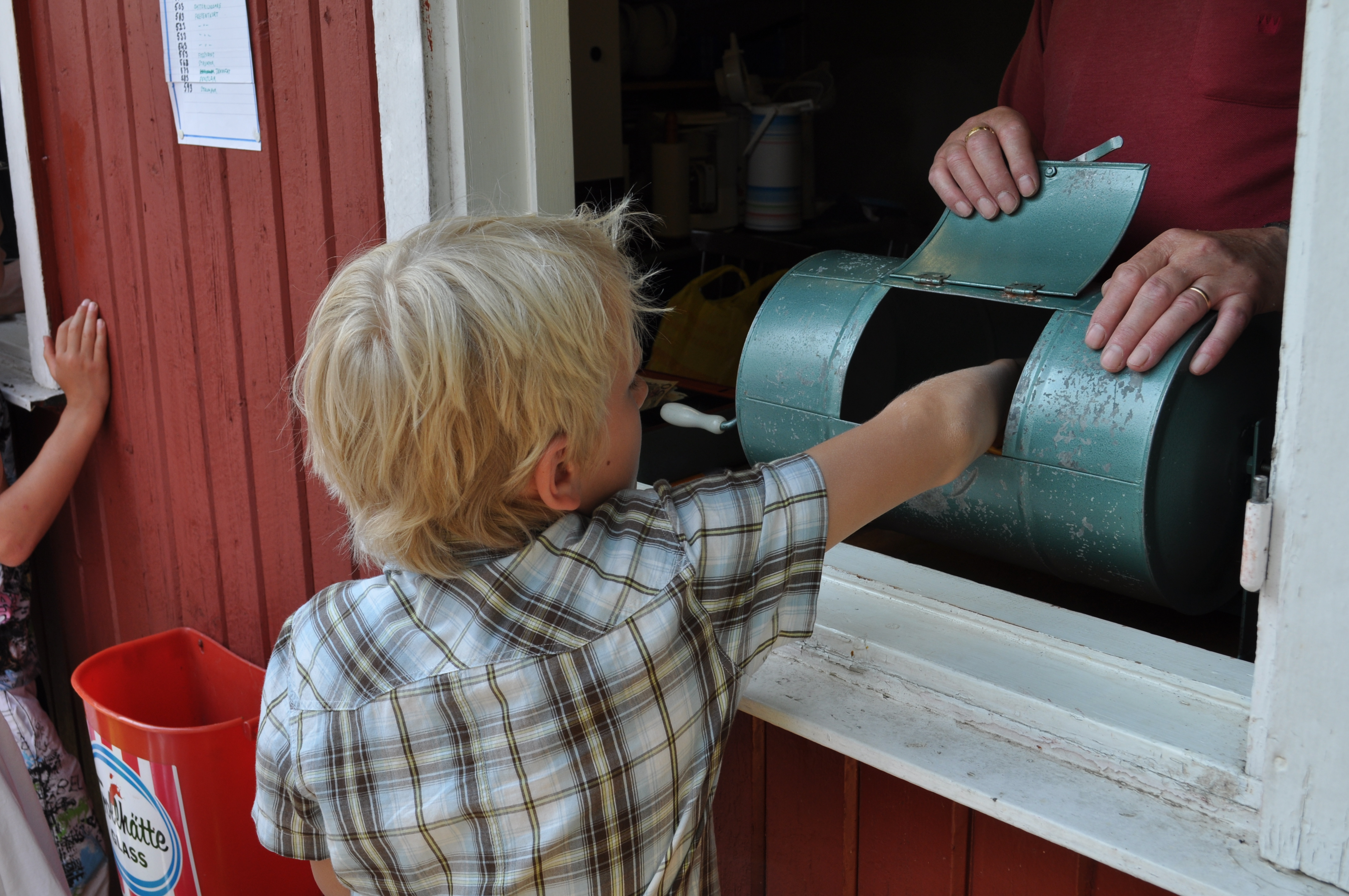
Ett barn tar lotter ur ett grönt tombolahjul i Sverige 2010.

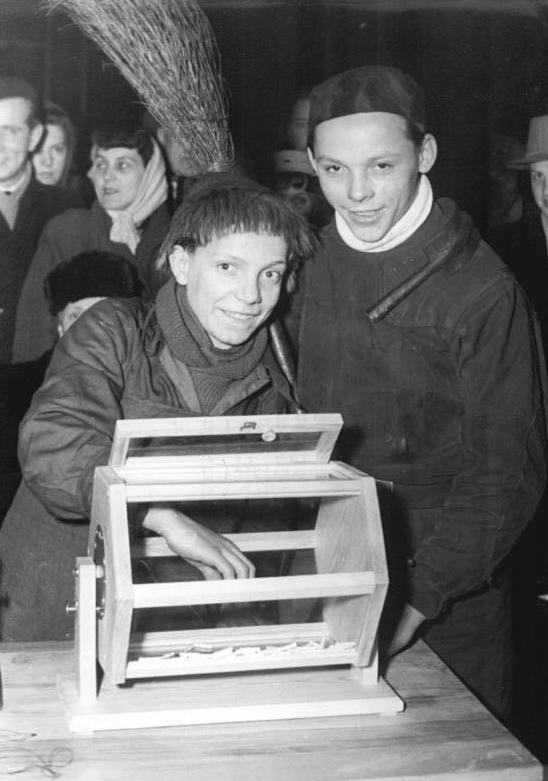
Tombola i Tyskland, 1954.

En tombola (uttalas [tåm´bola]) är ett lotteri med ett tombolahjul. Tombolahjulet består av en roterande trumma som fylls med hoprullade lotter. Trumman är försedd med en vev som man roterar trumman med och därmed blandar lotterna. Genom en lucka i trumman tar spelaren en lott.
Ordet är belagt i svenskan sedan 1828 och härstammar från italienskans motsvarighet med samma stavning. Tombolare betyder "ramla omkull" på italienska. Under 1800-talet kunde tombola i svenskan även syfta på en folklig fest med tombola. Under delar av 1900-talet kunde lyckohjul oegentligt kallas tombolahjul. Sedan 1900-talet kallas betongblandare ibland tombola på grund av likheten med ett tombolahjul.